# 龙什罗勒叙勒维维耶
龙什罗勒-叙勒维维耶（法語：Roncherolles-sur-le-Vivier，法語發音：[ʁɔ̃ʃʁɔl syʁ lə vivje]）是法国滨海塞纳省的一个市镇，属于鲁昂区。

## 地理
龙什罗勒-叙勒维维耶（49°28'1"N, 1°11'1"E）面积5.35 平方千米，位于法国诺曼底大区滨海塞纳省，该省份为法国北部沿海省份，其西部及北部濒大西洋英吉利海峡，东起顺时针与索姆省、瓦兹省、厄尔省和卡爾瓦多斯省接壤。
与龙什罗勒-叙勒维维耶接壤的市镇（或旧市镇、城区）包括：达尔内塔勒、方丹苏普雷欧、普雷欧、圣雅克-叙达尔内塔勒、圣马丹迪维维耶。
龙什罗勒-叙勒维维耶的时区为UTC+01:00、UTC+02:00（夏令时）。

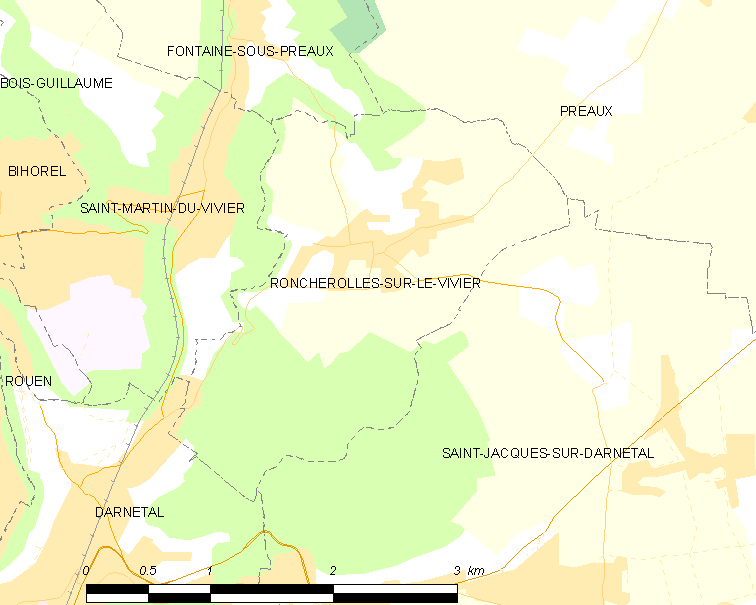
龙什罗勒-叙勒维维耶的OSM定位图

## 行政
龙什罗勒-叙勒维维耶的邮政编码为76160，INSEE市镇编码为76536。

## 政治
龙什罗勒-叙勒维维耶所属的省级选区为达尔内塔勒县。

## 人口

1962-2008年间龙什罗勒-叙勒维维耶人口变化图示

龙什罗勒-叙勒维维耶于2022年1月1日时的人口数量为1255人。